# 172-й отдельный лыжный батальон
172-й отдельный лыжный батальон — воинская часть вооружённых сил СССР в Великой Отечественной войне.

## История
Батальон формировался в Молотовской области в посёлке на правом берегу Камы в составе 260-го запасного лыжного полка с осени 1941 года. Укомплектовывался в основном жителями области.
Батальон был вооружён в основном пистолетами-пулемётами ППШ, винтовками СВТ, а также имел карабины и пулемёты. Бойцы были очень хорошо по меркам того времени обмундированы: все лыжники имели помимо обычной одежды и обуви валенки, тёплые портянки, носки и бельё, подшлемник, меховые варежки, свитер, маскировочный халат. Батальон предназначался для глубоких рейдов по вражеским тылам, для диверсий и для нападений на отдельные гарнизоны противника, однако в конечном был использован как обычная пехота.
В действующей армии с 5 февраля 1942 по 28 мая 1942 года.
8 января 1942 года направлен на фронт, после доукомплектования в Рыбинске, прибыл в Малую Вишеру, где разгрузился 5 февраля 1942 года, в ночь с 7 на 8 февраля 1942 года прибыл на передовую, введён в прорыв 2-й ударной армии у Мясного Бора, и был придан 24-й стрелковой бригаде, которая вела бои за укреплённые пункты Любино Поле и Земтицы (южные), расположенный несколько южнее Мясного Бора. Вскоре батальон был переподчинён 4-й гвардейской стрелковой дивизии, которая вела бои севернее горловины прорыва, пытаясь пробиться к 59-й армии изнутри кольца. Батальон передал позиции у Земтиц 111-й стрелковой дивизии, передислоцировался по маршруту Мясной Бор — Кречно — Новая Кересть и 11 февраля 1942 года присоединился к 8-му гвардейскому стрелковому полку у деревни Ольховка, заняв позиции на замёрзшем болоте Гажьи Сопки и в течение февраля-марта 1942 года штурмует хорошо укреплённые Ольховские хутора, затем выполнял задачи сопровождения пехоты на марше, являясь боевым охранением, совершал разведывательные рейды в тыл, перерезая коммуникации, действуя в частности на дороге Сенная Кересть — Чудово. В апреле 1942 года занял участок обороны восточнее Ольховских хуторов и реки Кересть, уже без лыж.
24 июня 1942 года остатки батальона прорвались из окружения 2-й ударной армии. К тому времени официально батальон уже был расформирован.

## Подчинение
| Дата            | Фронт (округ)       | Армия      | Корпус | Примечания |
| --------------- | ------------------- | ---------- | ------ | ---------- |
| 01.03.1942 года | Волховский фронт    | -          | -      | -          |
| 01.04.1942 года | Волховский фронт    | -          | -      | -          |
| 01.05.1942 года | Ленинградский фронт | 59-я армия | -      | -          |

## Командиры
политруки рот
172 лыжного батальона